# Bücher in der Antike
Der Ausdruck Buch als Gegenstand bezeichnet in der antiken Überlieferung entweder die Buchrolle oder den Codex. Ob in einer antiken Quelle eine Rolle oder ein Codex gemeint ist, ist zumeist nur aus dem Kontext erschließbar. Die Rolle aus Papyrus war in der Antike gebräuchlich, der Codex aus Pergament war seit der Spätantike gebräuchlich, jedoch bereits in der römischen Kaiserzeit nicht unbekannt. Allgemein gilt ein Buch als ein Titel und ein Band. Dies ist heute üblich, galt aber nicht für den Codex vor 1500.

## Buchformen

### Rolle
Die Schriftrolle war in der Antike ein Buch mit literarischem Inhalt (im Gegensatz zu Urkunde oder Brief) aus Papyrus und meist einseitig beschrieben. In etwa kann man eine Rolle mit einem Titel gleichsetzen (siehe unten). Die wichtigsten Fundstücke für statistische Angaben über antike Bücher sind die Rollen von Oxyrhynchos, die aus einer antiken Müllhalde stammen. Die Buchrollen unter den Funden von Oxyrhynchos entstanden im 1. bis 7. Jahrhundert. Auf Grundlage dieses Fundes kann die Verbreitung von Literatur in der Bevölkerung sowie deren thematische Gewichtung geschätzt werden. Die Funde aus der Zeit nach 400 sind stark rückläufig. Es gibt keine Funde aus der Zeit vor dem 1. Jahrhundert n. Chr., da vermutlich die in der Tiefe zunehmende Bodenfeuchte an der Fundstelle das tiefere, ältere Material vernichtet hat.
Nach den Daten von William A. Johnson betrug die durchschnittliche Länge 10,3 m. Dies ist jedoch eine Hochrechnung von Fragmenten, beeinflusst auch durch einige vermutlich große Rollen (19–29 m) Herodot, Platon und Thukydides. Die Existenz solch großer Rollen scheint andernorts belegt. Axon erwähnt eine 120 Fuß (40 m) lange Homer-Rolle, geschrieben mit Goldbuchstaben, als Bestand der Palastbibliothek von Konstantinopel um 400. Vermutlich war es ein immer ausgebreitet präsentiertes Ausstellungsstück aus einer Schule oder Bibliothek.
Dieter Hagedorn schätzt die durchschnittliche Rolle auf 3–4 m, glaubt aber, „Rollen von 10 m Länge dürften keine Seltenheit gewesen sein.“ Egert Pöhlmann kommt aufgrund von Literaturrecherchen auf einen Wert von 6 bis 11 m. Vielleicht kann man von einer durchschnittlichen Länge der Buchrolle von 6 bis 8 m ausgehen. Besonders relevant ist dieser Wert aber nur zur Berechnung der Bestände von Schränken in Wandnischen, wenn nur noch die Gemäuerüberreste von einer antiken Bibliothek vorhanden sind und die Bestandszahlen nicht überliefert sind.
Wichtiger ist die durchschnittliche Anzahl der Buchstaben pro Rolle. Sie betrug bei Johnsons Datensatz von Oxyrhynchos 83.300 pro Rolle. Werte von 150.000 scheinen für 10–12 m lange Rollen großer Werke, etwa Herodot, noch üblich gewesen zu sein. Die durchschnittliche Buchstabenbreite betrug 3,3 mm, konnte aber auch von 5 bis unter 2 mm reichen. Die Anzahl der Buchstaben pro Rolle ist daher unabhängig von der durchschnittlichen Größe der Rolle.
Axon stellte eine Statistik von 14 Werken von sieben überlieferten berühmten lateinischen Autoren auf. Sie sind zwar nur als Codex überliefert, da sich aber die Werke in Rollen („Bücher“, „Volumes“) unterteilten, kann man gut auf die Anzahl der Rollen schließen. Es waren insgesamt 141 Rollen mit zusammen 7.755.903 Buchstaben. Axon erhielt so einen Durchschnittswert von 53.860 Buchstaben pro Rolle. Die Vermutung liegt nahe, dass die Römer, wohlhabender und praktischer veranlagt als die Ägypter, etwas kleinere Rollen bevorzugt haben. Im Folgenden wird der Wert von Oxyrhynchos mit 83.300 Buchstaben pro Rolle verwendet, da er auf einem größeren Datensatz beruht.

### Codex

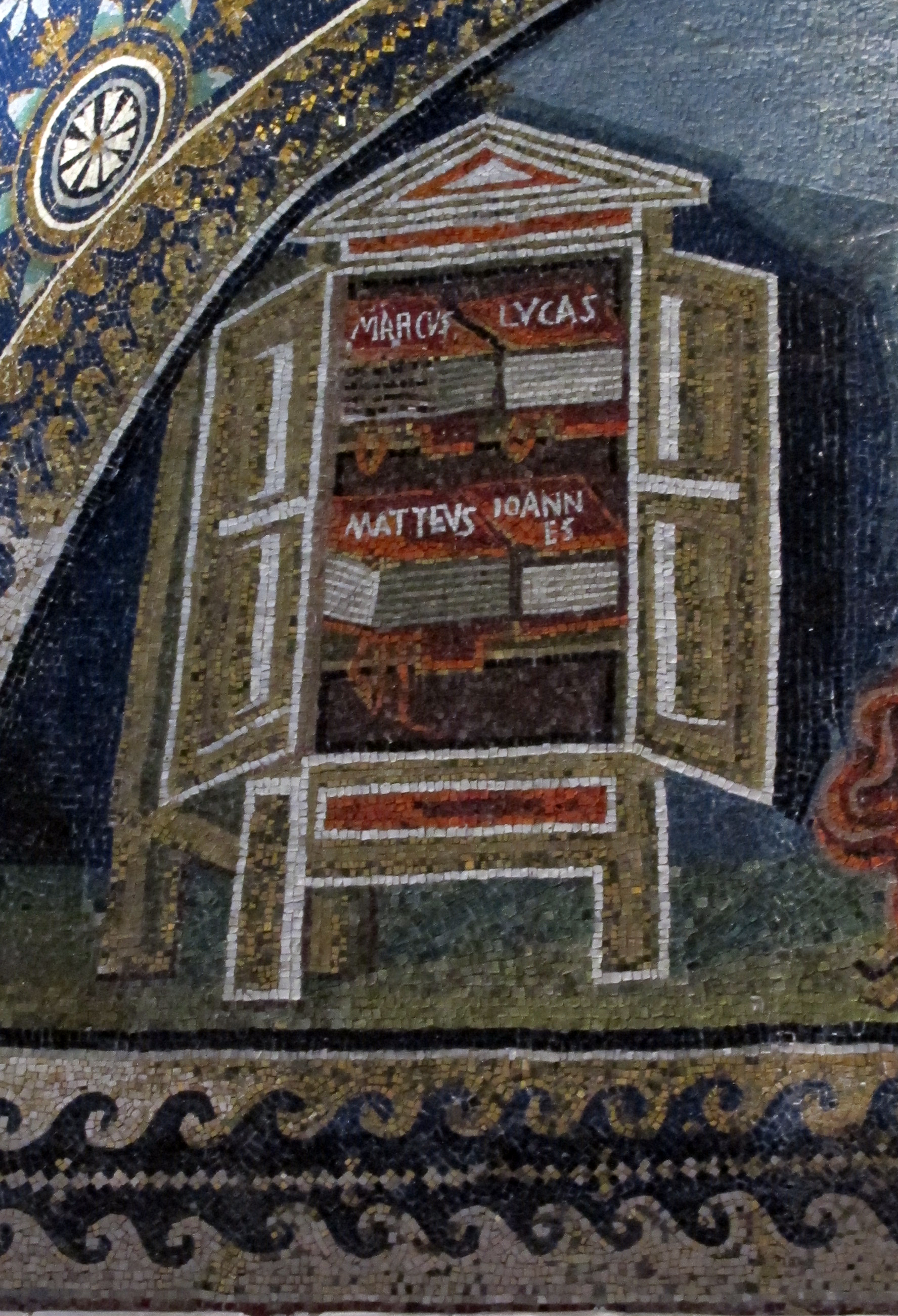
Mosaik aus dem Mausoleum der Galla Placidia mit den vier Evangelien in Codexform in einem verschließbaren Bücherschrank

Der Codex, der unseren heutigen Büchern ähnelt, war bereits im 1. Jahrhundert in Rom auch für Trivialliteratur üblich. Meist aus Pergament war der Codex mitunter handlicher, aber immer teurer als die Papyrus-Rolle. Codices mit Papyrusseiten waren ebenfalls üblich. Die meisten antiken Codices sind durch Funde aus Ägypten bekannt und enthielten vom Umfang her etwa vier Papyrus-Rollen. Allerdings änderte sich die Größe des Codex in drastischer Weise in der Spätantike.
Bis zum 3. Jahrhundert ist kein Codex bekannt, der mehr als 300 Seiten (150 Blätter) gehabt hätte, die meisten hatten weniger. Aus dem 5. Jahrhundert sind Codices überliefert, die mindestens 638, 1460, 1600 und 1640 Seiten hatten. Ulpians 35 Rollen „Ars Edictum“ fanden sich zu der Zeit in drei Codices zu je 14, 11 und 7 Rollen. Gregor der Große erwähnt, er habe in sechs Codices den Text von 35 Rollen untergebracht. Roberts und Skeat rechnen bis Ende der Spätantike mit durchschnittlich sechs Rollen pro Codex.
Die großen Codices der Spätantike waren aber unhandliche, überformatige Monstren von 10 bis 20 kg Gewicht. Ein Wert von vier Rollen pro Codex passt weitaus besser zum lateinisch-mittelalterlichen Codex, der um 800 auch etwa diese Textmenge (4 × 83.300 Buchstaben) und Titelzahl umfasste. Gegen Ende des Mittelalters könnte sich beim Übergang vom Pergament zum billigeren Papier die Titelzahl weiter verringert haben. Mit der Verbreitung des Buchdrucks war nur noch ein Titel üblich. Der Begriff Codex sollte eher handschriftlichen Büchern vorbehalten sein. Es gab sie noch bis ins 18. Jahrhundert, da das Kopieren einzelner Bücher deutlich billiger war als eine Auflage im Druck.

### Titelzahl bei Rolle und Codex
In der Antike sehr verbreitete große Werke enthielten einige Rollen pro Titel. Die lateinische Aufstellung Axons (siehe oben), die er für repräsentativ hält, kam bei 14 Titeln (Werken) auf durchschnittlich zehn Rollen pro Titel. Allerdings bezieht sich dieser Wert nur auf überlieferte Bücher. Aus der Antike selbst gibt es für die Zeit um 235 v. Chr. eine deutliche Aussage. Demnach enthielt die Bibliothek von Alexandria damals von 490.000 Rollen 400.000 (81,6 %) mit „gemischtem Inhalt“. Damit könnten nicht nur mehrere Titel, sondern sogar mehrere Autoren pro Rolle gemeint sein. Mehrere Titel auf einer Rolle könnten auch auf ungewöhnlich große Rollen in der Anfangszeit der Bibliothek hindeuten. Unsere Daten zur Größe der Rollen stammen vor allem aus der wirtschaftlich besseren, pragmatischeren römisch-kaiserzeitlichen Periode. Sieht man die Rollengröße der alten griechischen Klassiker (Homer, Herodot usw.) im Verhältnis zu den Werten von Oxyrhynchos oder der Lateiner-Statistik von Axon, so zeigt dies eine Verringerung der durchschnittlichen Größe der Rolle. Dies würde eher auf nur einen Titel pro Rolle führen.
Wie lässt sich die Diskrepanz zwischen dem antiken Wert von einer Rolle pro Titel zu dem überlieferten Bestand von im Mittel zehn Rollen pro Titel erklären? Es könnte mit der Überlieferung durch große spätantike Codices zu tun haben. Die Editionen um 400 werden die berühmtesten (erlaubten) Werke ihrer Zeit enthalten haben. Dies waren vor allem große Werke von Plinius, Titus Livius und Aulus Gellius mit 37, 35 und 20 Rollen. Die drei Titel von Tacitus, die je eine Rolle umfassen, wurden wohl nur überliefert, weil sie mit den Annales (zwölf Rollen) und Historia (fünf) in einem Codex zusammengefasst waren. Bei einer personenbezogenen Titelauswahl mit Neigung zu den berühmtesten und damit meist größten Werken ist beim so erhaltenen Corpus ein deutliches Anwachsen der Rollenzahl pro Titel zu erwarten.
Nach John O. Ward war das im Mittelalter zirkulierende Medium jedoch nicht der Codex, der heute in der Bibliothek steht, sondern das „Booklet“. Es war vom Umfang her nicht größer als ein bis zwei Rollen. Mehrere Booklets wurden dann im Mittelalter, meist sogar später, zu Codices zusammengebunden. Da ein zirkulierendes Booklet mindestens einen Titel umfassen musste, scheint die typische Titelgröße auch im Mittelalter bei ein bis zwei Rollen gelegen zu haben. Die Größe eines durchschnittlichen Werkes, eines Titels vor der Zeit des Buchdrucks, lag daher eher im Bereich eines größeren Zeitschriftenartikels und nicht in dem eines heutigen Buches. Die Gleichsetzung eines Titels mit einer Rolle dürfte für die Antike zumindest die Größenordnung sicher treffen.

## Buchproduktion und Buchhandel
In den schriftlichen Quellen ist Buchhandel erstmalig für das 5. Jahrhundert v. Chr. belegt. Für das antike Griechenland liegen jedoch keine Informationen vor, die eine genauere Rekonstruktion dieses Wirtschaftszweiges ermöglichen. Die Quellen aus der Zeit des Römischen Reiches dagegen ermöglichen Einblicke in die Verbreitung von Büchern. Da es keinen Urheberrechtsschutz gab, konnten literarische Werke beliebig abgeschrieben werden. Die Autoren konnten ihren Lebensunterhalt folglich nicht durch Honorare bestreiten, sondern mussten bereits wohlhabend sein oder sich alternativ einen Mäzen suchen. Trotzdem arbeiteten viele Autoren mit einem Verleger zusammen, der das Urmanuskript durch Schreiber vervielfältigen ließ und dann dem Buchhandel zuführte. Zu den bekannten Verlagsunternehmen gehörten zwei Brüder namens Sosius. Den Handel mit den fertigen Produkten übernahm entweder der Verleger selbst oder ein spezialisierter Buchhändler. Buchhandlungen sind für einige größere Städte der antiken Welt bezeugt.

## Bibliotheken
Wann die ersten Bibliotheken der Antike entstanden, ist umstritten, da nicht klar ist, wie zuverlässig entsprechende Berichte über das 7. Jahrhundert v. Chr. sind. Etwas klarer ist die Überlieferung für das 6. Jahrhundert v. Chr., als in den Palästen der Tyrannen Peisistratos in Athen und (vermutlich) Polykrates auf Samos mit der Anlage von Büchersammlungen begonnen wurde. Mit dem Aufkommen eines professionellen Buchhandels im 5. Jahrhundert schließlich wurden Bibliotheken definitiv zu einem weiter verbreiteten Phänomen. Neben Herrschern und Privatleuten legten nun auch Ärzteschulen, Philosophenschulen und wahrscheinlich auch die „allgemeinbildenden“ Schulen in den Gymnasien eigene Literatursammlungen an. Zumindest aus Athen ist außerdem eine staatliche Bibliothek bezeugt, die auch Werke bedeutender Tragödiendichter besaß. Die Blütezeit von Wissenschaft, Literatur und Handel im Hellenismus führte schließlich auch zu einem gewaltigen Ausbau insbesondere der herrscherlichen Bibliotheken, unter denen die Bibliothek von Pergamon und vor allem die Bibliothek von Alexandria die bedeutendsten waren. Der Wettstreit dieser beiden Einrichtungen und der daraus resultierende Ausfuhrstopp von Papyrus aus Ägypten soll einer antiken Legende zufolge zur Erfindung des Pergaments in Pergamon geführt haben. Einen differenzierteren Einblick in das Funktionieren insbesondere der Bibliotheken griechischer Gymnasien bieten für die Zeit des Hellenismus und auch die folgenden Jahrhunderte der Kaiserzeit einige Inschriften, aus denen sich Informationen etwa über die Bücherbestände, den Erwerb neuer Bücher oder die Öffnungszeiten gewinnen lassen.

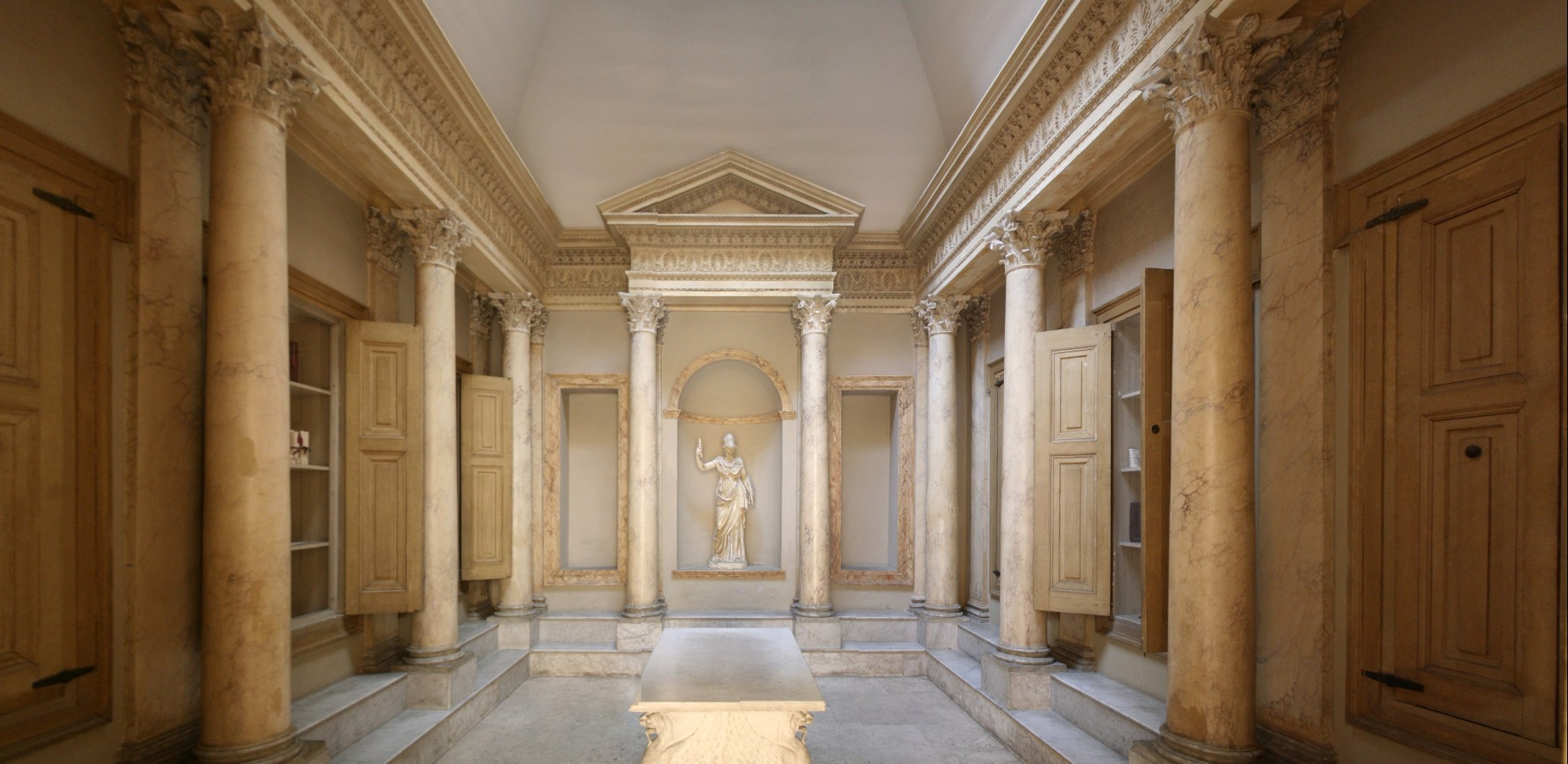
Rekonstruktion einer römischen Bibliothek im Museo della Civiltà Romana

Mit der Eroberung des östlichen Mittelmeerraums durch die Römer breitete sich die griechische Kultur – und damit auch das Bibliothekswesen – zunehmend in Italien und den westlichen römischen Provinzen aus. Zunächst entstanden dort hauptsächlich Bibliotheken der senatorischen Oberschicht, deren Bestände sich vielfach aus im Osten erbeuteten Schriftrollen speisten. Spätestens mit Beginn der Kaiserzeit wurde der Besitz sowohl einer griechischen als auch einer lateinischen Büchersammlung zum Prestigeobjekt und damit zum Standard unter vermögenden Römern. Gelehrte legten sich vielfach eine ihren jeweiligen Interessen entsprechende Spezialbibliothek an; ein Beispiel für eine solche Fachbibliothek ist in den philosophischen Texten der Papyri von Herculaneum erhalten. Öffentliche Bibliotheken fanden sich zunächst vor allem in Rom selbst, wo ab dem mittleren 1. Jahrhundert v. Chr. einflussreiche Stadtbewohner – vor allem die römischen Kaiser – eine Reihe solcher Einrichtungen stifteten. Rasch breiteten sich öffentliche Büchereien auch über die sonstigen Städte des Reiches aus, wo sie vielfach von vermögenden Anwohnern, gelegentlich aber ebenfalls vom Kaiser finanziert wurden. Soweit bekannt, handelte es sich um Präsenzbibliotheken, in denen spezialisierte Bibliothekssklaven arbeiteten. Von einigen dieser kaiserzeitlichen Bibliotheken haben sich noch Reste erhalten; zu den am besten erhaltenen zählen die Hadriansbibliothek und die Pantainos-Bibliothek in Athen sowie die Celsus-Bibliothek in Ephesos. Charakteristisch für die Architektur solcher Gebäude sind reihenweise angeordnete Wandnischen, in denen die Buchrollen aufbewahrt wurden. Nicht selten waren die Büchereien – sowohl in Rom als auch in anderen Städten – an Thermenanlagen angeschlossen. Im 4. Jahrhundert n. Chr. veranlassten die Kaiser in ihrer neuen Hauptstadt Konstantinopel die Einrichtung einer kaiserlichen Bibliothek, die alle erreichbaren griechischen Werke sammeln sollte, aber um 475 abbrannte. Die erste dezidiert christliche Bibliothek wurde durch Papst Hilarius im Lateran in Rom gegründet.

## Überlieferung des antiken Buchbestandes
Die antike Buchkultur war in hohem Maße abhängig von den wirtschaftlichen und gesellschaftlichen Errungenschaften der griechisch-römischen Zeit. Die einschneidenden Umbrüche ab der Reichskrise des 3. Jahrhunderts, in den Jahrhunderten der Spätantike, führten daher zum Verlust großer Teile der antiken Bibliotheken und der in ihnen aufbewahrten Literatur. Verantwortlich dafür waren unter anderem die religiösen Auseinandersetzungen insbesondere zwischen Christen und Nichtchristen, die zur gezielten Zerstörung von Schriften der jeweils anderen Religion führten. Die kriegerischen Ereignisse der spätrömischen Bürgerkriege und der Völkerwanderung bewirkten ebenfalls den Verlust zahlreicher Bibliotheken. Gleichzeitig existierte in den germanischen Nachfolgestaaten des Römischen Reiches vielerorts keine ausreichende gebildete Oberschicht mehr, die die nötigen Lesekenntnisse und Interessen zur Weitervermittlung der Buchbestände besessen hätte. Lediglich in Klosterbibliotheken entgingen größere Teile der antiken Literatur der Vernichtung.
Auch die Werke, die diesen Bücherverlusten in der Spätantike entgingen, liegen heute in aller Regel nicht mehr im Original vor, da insbesondere Papyrus eine begrenzte Lebensdauer hat. Nur unter extremen Bedingungen, zum Beispiel in Wüstengebieten (Ägypten, Syrien) oder wenn der Papyrus durch ein Brandereignis verkohlt wurde (zum Beispiel der Derveni-Papyrus oder die Herculanensischen Papyri), sind noch kleine Reste antiker Papyrusbücher erhalten. Die überwiegende Mehrheit der antiken Literatur, die heute noch bekannt ist, wurde während des Mittelalters in Schreibstuben (Skriptorien) kopiert und liegt nur noch in den Abschriften aus dieser Zeit vor. Mit dem Beginn der Neuzeit wuchs mit dem Renaissance-Humanismus das wissenschaftliche Interesse an den antiken Texten und gleichzeitig ermöglichte die Erfindung des Buchdrucks die massenhafte und zuverlässige Vervielfältigung der Werke. Seither ist deshalb kaum antike Literatur mehr verloren gegangen. Da jedoch in den vorangegangenen Jahrhunderten beim Abschreiben der Werke im Laufe der Antike und des Mittelalters aus verschiedensten Gründen Verfälschungen der Texte erfolgten, versucht die moderne Textkritik, durch Abgleich und genaue Analyse der vorliegenden Textvarianten den antiken Originaltext zu rekonstruieren.